# نظریه رشد درون‌زا
نظریه رشد درون‌زا بر آن است که رشد اقتصادی به علت نیروهای درونی اقتصاد و نه عوامل بیرونی رخ می‌دهد. براساس این نظریه سرمایه‌گذاری در سرمایه انسانی، نوآوریو دانش اثر قابل توجهی در رشد اقتصادی دارد. این نظریه با تمرکز بر اثرات جانبی مثبت و اثرات سرریز حاصل از یک اقتصاد دانش بنیان به دنبال توسعه اقتصادی است. نظریه رشد درون زا در درجه اول ادعا می‌کند که در دراز مدت نرخ رشد اقتصاد بستگی به سیاست‌های تشویق تولید علم دارد. برای مثال یارانه برای تحقیق و توسعه یا آموزش و پرورش موجب افزایش نرخ رشد در برخی از مدل‌های رشد درون زا می‌شود چرا که انگیزه‌ای برای نوآوری ایجاد می‌کند.

## مدل‌ها
در اواسط دهه ۱۹۸۰ یک گروه از نظریه پردازان رشد عوامل برونزای رشد بلندمدت را ناکارآمد می‌دانستند. آن‌ها دنبال مدلی بودند که متغیرهای برونزای رشد را (که در واقع علت رشد فنی را توضیح نمی‌داد) در مدل‌ها به‌طور صریح وارد کرده و اندازه‌گیری کنند. اساس تحقیقات در این زمینه با پژوهشهای کنت ارو (۱۹۶۲)، هیروفومی ازاوا (۱۹۶۵) و میگل سیداروسکی (۱۹۶۷) فراهم گردید پل رومر (۱۹۸۶)، رابرت لوکاس (۱۹۸۸)، سرجیو ربلو (1991) و ارتیگورا و سانتوز (۱۹۹۷) تحولات تکنولوژی را از مدل‌ها حذف و سرمایه انسانی را جایگزین کردند. این سرمایه انسانی خود به علت اثرات سرریز موجب کاهش بازده نهایی نزولی انباشت سرمایه می‌گردید.
مدل AK به عنوان ساده‌ترین مدل رشد درون زا با فرض یک نرخ پس‌انداز برونزا، نرخ ثابتی از رشد درونزا را معین می‌کند. رشد تکنولوژی در این مدل با تنها یک پارامتر (A) نشان داده می‌شود. تابع تولید این مدل، برای دستیابی به رشد درون زا نیازی به بازده نزولی نسبت به مقیاس ندارد. بنا به دلایلی مانند اثرات سرریز مثبت سرمایه‌گذاری اقتصادی یا اثر مثبت پیشرفت تکنولوژی بر پیشرفتهای آتی آن (یادگیری ضمن کار) چنین فرضهایی دور از ذهن نیستند. هر چند که در دیگر مدل‌های نظریه رشد درونزا، بنگاهها با استفاده از بهینه یابی مصرف و پس‌انداز، اقدام به سرمایه‌گذاری در بخش تحقیق و توسعه می‌کنند و موجب رشد تکنولوژی می‌گردند. مقالات رومر (۱۹۸۷ و ۱۹۹۰)، آجیون و هویت (۱۹۹۲) و گروسمن و هلپمن (۱۹۹۱) بازارهای ناقص و تحقیق و توسعه را وارد مدل‌ها کنند.

### مدل AK
مدل AK بر این اساس است که بازده نهایی سرمایه نزولی نیست. ساده‌ترین شکل از تابع تولید با این فرض به صورت زیر است:
{\displaystyle Y=AK\,}
که در آن
{\displaystyle A\,} یک عدد مثبت ثابت که نشان دهنده سطح فناوری است.
{\displaystyle K\,} سرمایه (مفهوم گسترده شامل سرمایه انسانی)
حالا فرض کنیم تولید سرانه با استفاده از ثابت {\displaystyle A>0\,}
{\displaystyle y=Ak\,}
{\displaystyle k} = سرمایه به ازای هر کارگر
{\displaystyle y} = تولید/درآمد هر کارگر
اگر{\displaystyle {\frac {f(k)}{k}}=A\,} درمعادله پویایی‌های مدل سولو-سوان (مدل رشد برونزا) جایگذاری شود و (f(k تولید سرانه به ازای هر کارگر باشد، چگونگی همگرایی درآمرد سرانه به سمت مسیر پایدار رشد و نیز همگرایی درآمد سرانه کشورهای مختلف آشکار می‌شود.
معادله پویاییها با دانستن مقدار k به صورت
{\displaystyle \gamma _{K}={\dot {k}}/k=s{\frac {f(k)}{k}}-(n+\delta )\ ,}
است که با جایگذاری A به صورت زیر در می‌آید:
{\displaystyle \gamma _{K}=sA-(n+\delta )\ ,}
بر اساس این معادله حتی اگر نرخ رشد تکنولوژی برابر صفر باشد، رشد پایدار درآمد سرانه ممکن است رخ دهد. فاصله عمودی بین دو خط {\displaystyle sA\,}و n+δ که رشد سرمایه({\displaystyle \gamma _{K}\,}) را نشان می‌دهد، مقداری ثابت و در سطوح کافی پس‌انداز مثبت است.
به عبارت دیگر مادامی که  {\displaystyle sA>\,}n+δ می‌توان انتظار داشت{\displaystyle \gamma _{K}>0\,}. از آنجا که دو خط موازی هستند نرخ رشد سرمایه ثابت و مستقل از حجم انباشته سرمایه است. به عبارت دیگر{\displaystyle K\,} همیشه با نرخ ثابت زیر رشد می‌کند{\displaystyle \gamma _{K}^{*}=sA-(n+\delta )\ ,}.
پس مادامی که
{\displaystyle y=AK\,} برقرار است، {\displaystyle \gamma _{K}=\gamma _{K}^{*}\,}
علاوه بر این مادامی که
{\displaystyle c=(1-s)y\,}
نرخ رشد مصرف سرانه با نرخ رشد درآمد و سرمایه سرانه برابر است.
از این رو همه متغیرهای سرانه متغیر در مدل، با نرخ معین زیر رشد می‌کند:
{\displaystyle \gamma ^{*}=sA-(n+\delta )\ ,}
بنابراین در این مدل، تکنولوژی منجر به رشد پایدار درآمد سرانه می‌شود بدون آن که خود به‌طور برون زا رشد کند. بر خلاف مدل نئوکلاسیک که در آن، پس‌انداز بیشتر موجب رشد شتابناک تر({\displaystyle \gamma ^{*}\,} بیشتر) نخواهد شد، در این مدل نرخ بالاتر پس‌انداز شتاب رشد را افزایش می‌دهد.

## مقایسه با نظریات رشد برون‌زا
در مدل‌های نئوکلاسیک رشد، نرخ رشد بلندمدت اقتصاد به صورت برون‌زا و بر اساس نرخ پس‌انداز (در مدل هارود-دومار) یا نرخ رشد تکنولوژی (در مدل سولو) تعیین می‌شود. هرچند که دربارهٔ این نرخ پس‌انداز یا سرعت پیشرفت فن آوری توضیح دقیقی ارائه نمی‌شود. نظریه رشد درون زا تلاش می‌کند برای غلبه بر این کمبود مدل‌های اقتصاد کلانی با تکیه بر اصول اقتصاد خرد ارائه کند: خانوارها مطلوبیت را (با توجه به قید بودجه) و بنگاه‌ها سود را حداکثر می‌کنند. در این مدل‌ها اهمیت زیادی به فناوریهای نوین و سرمایه انسانی داده شده و محرک رشد در مدل‌های ساده همان بازده نسبت به مقیاس تولید یا در مدل‌های پیچیده‌تر اثر سرریز باشد. منظور از اثر سرریز، اثرات جانبی مثبتی است که هزینه تولید بنگاه‌ها را کاهش می‌دهد و در نتیجه تعداد و کیفیت کالاها را بهبود می‌بخشد.
نظریات رشد درون زای ساده، تولید نهایی سرمایه را در مقیاس کلان ثابت فرض می‌کنند. برخی دیگر از این نظریات اگرچه تولید نهایی سرمایه را در مقیاس کلان نزولی می‌دانند، حد آن را صفر در نظر نمی‌گیرند. البته در سطح بنگاه، همچنان تولید نهایی سرمایه نزولی است و در نتیجه بنگاه‌های بزرگ لزوماً از بنگاه‌های کوچک کاراتر نیستند؛ بنابراین نظریات رشد درون‌زا تناقضی با فرض رقابتی بودن بازارها ندارند. هرچند که در بسیاری از این مدلها، درجاتی از انحصار نیز می‌تواند حضور داشته باشد. به‌طور کلی انحصار در این مدل‌ها ناشی از حق ثبت ابداعات است. بنگاه‌ها نیز دو بخش تولید کالا و تحقیق و توسعه دارند. بخش اخیر تلاش می‌کند تا ایده‌هایی برای تولید ایجاد کند که توسط حق ثبت اختراع موجب انحصار بنگاه بر روی آن ایده می‌شود و کسی اجازه مشابه‌سازی آن را ندارد. با وجود این حق انحصار، بنگاه‌ها می‌توانند از ایده‌های تازه خود سود زیادی کسب کنند یا حتی آن را به دیگر بنگاه‌ها بفروشند. اما رقابتی بودن بازار، موجب می‌شود رقبای تازه‌ای دائماً وارد صنعت شده و در نتیجه بنگاه‌ها با وجود ایده‌های انحصاری نتوانند در بلندمدت سودهای هنگفتی داشته باشند. چرا که بخش تحقیق و توسعه دیگر بنگاه‌ها می‌توانند با ایده‌های مشابه (البته نه دقیقاً همان ایده) بخشی از بازار را به سمت خود جلب کنند.

## نتایج و آموزه‌ها
بر اساس نظریات رشد درون‌زا، سیاست‌هایی که اقتصاد باز، بازار رقابتی و ابتکارات را حمایت کنند، منجر به رشد می‌شوند. در مقابل سیاست‌های محدود کردن یا کاهش نوآوری و حمایت از صنایعی که چندان خلاقانه نیستند، در بلندمدت رشد اقتصادی را کند می‌کند. به عقیده پیتر هاویت:
«رشد اقتصادی پایدار، فرایند تحول فراگیر و دائمی است. رشد شتابناک اقتصادی کشورهای ثروتمند، امکان نداشت بدون پذیرش تغییرات گسترده اجتماعی رخ دهد. اقتصادی که از تحول درونی بگریزد، در واقع از مسیر رشد خارج شده. واژه کشورهای توسعه، در واقع نه برای کشورهای فقیر، بلکه برای ثروتمندترین کشورهای جهان باید به کار رود. [چرا که آن‌ها دائماً در حال رشد و توسعه هستند و کشورهای فقیر بسیاری از اوقات از مسیر خارج می‌شوند.] اگر [کشورهای ثروتمند] می‌خواهند همچنان سعادتمند باشند، باید بر مسیر توسعه دائمی اقتصادی باقی بمانند.»

## انتقادات
یکی از اصلی‌ترین کاستی‌های این نظریات، عدم توجیه همگرایی درآمد سرانه کشورهاست که بر مبنای مطالعات تجربی به دست آمده. انتقاد دیگری مبنی بر نادیده گرفتن نزولی بودن بازده نهایی سرمایه است. استفان پرنت نیز عقیده دارد نظریات جدید رشد درون‌زا بهتر از نظریات قدیم نتوانسته‌اند اختلاف درآمد بین کشورهای توسعه یافته و در حال توسعه را نشان دهند، اگرچه پیچیدگی بیشتری دارند. پل کروگمن عدم امکان بررسی شواهد تجربی نظریات را مورد قد قرار می‌دهد: «بخش زیادی از این نظریه تلاش می‌کند تا نشان دهد چگونه مقادیری غیرقابل اندازه‌گیری، چند متغیر غیر کمی دیگر را تحت تأثیر قرار می‌دهد»!

## یادداشت
1. ↑  Romer, P. M. (1994). "The Origins of Endogenous Growth". The Journal of Economic Perspectives. 8 (1): 3–22. doi:10.1257/jep.8.1.3. JSTOR 2138148.
2. ↑  "Monetary Growth Theory". newschool.edu. 2011. Archived from the original on 21 October 2015. Retrieved 11 October 2011.
3. ↑  Carroll, C. (2011). "The Rebelo AK Growth Model" (PDF). econ2.jhu.edu. Retrieved 11 October 2011. the steady-state growth rate in a Rebelo economy is directly proportional to the saving rate.
4. 1 2  Barro, R. J.; Sala-i-Martin, Xavier (2004). Economic Growth (2nd ed.). New York: McGraw-Hill. ISBN 0-262-02553-1.
5. ↑  Fadare, Samuel O. "Recent Banking Sector Reforms and Economic Growth in Nigeria" (PDF). Middle Eastern Finance and Economics (8 (2010)). Archived from the original (PDF) on 24 March 2012. Retrieved 5 May 2017.
6. ↑  Howitt، Peter (۲۰۰۶). Growth and development: a Schumpeterian perspective.
7. ↑  See Sachs, Jeffrey D.; Warner, Andrew M. (1997). "Fundamental Sources of Long-Run Growth". American Economic Review. 87 (2): 184–188. JSTOR 2950910.
8. ↑  Parente, Stephen (2001). "The Failure of Endogenous Growth". Knowledge, Technology & Policy. 13 (4): 49–58. doi:10.1007/BF02693989.
9. ↑  Krugman, Paul (August 18, 2013). "The New Growth Fizzle". New York Times.